# Parasyneura rotundipennis
Parasyneura rotundipennis är en tvåvingeart som beskrevs av Malloch 1912. Parasyneura rotundipennis ingår i släktet Parasyneura och familjen puckelflugor. Inga underarter finns listade i Catalogue of Life.